# Clapièrs
Clapièrs (en francès Clapiers) és un municipi occità del Llenguadoc, situat al departament de l'Erau i a la regió d'Occitània.